# پیش‌بینی‌های پایان ویکی‌پدیا
مفسران و نشریات مختلف پیش‌بینی‌های گوناگونی دربارهٔ پایان ویکی‌پدیا مطرح کرده‌اند. به محض اینکه ویکی‌پدیا در سال ۲۰۰۵ میلادی شناخته شد، سناریوهای مختلفی دربارهٔ افول آن بر اساس فرضیات و ادعاهای مختلف مطرح شد. به‌طور مثال، برخی بر این باورند که کیفیت مقالات ویکی‌پدیا کاهش یافته، در حالی‌که گروهی دیگر معتقدند ویراستاران بالقوه از ویکی‌پدیا فاصله می‌گیرند. همچنین عده‌ای دیگر هشدار می‌دهند که اختلاف نظرها در درون  جامعه ویکی‌پدیا ممکن است به فروپاشی این پروژه منجر شود.
برخی از پیش‌بینی‌ها، ویکی‌پدیا را به‌عنوان یک پروژه با نقص‌های جدی معرفی می‌کنند و پیش‌بینی می‌کنند که یک وب‌سایت رقیب می‌تواند همان کارهایی را که ویکی‌پدیا انجام می‌دهد، اما بدون این نقص‌ها، انجام دهد. این سناریو می‌تواند به‌سرعت ویکی‌پدیا را کنار بزند و منابع و توجهی را که ویکی‌پدیا در حال حاضر جلب می‌کند، به خود اختصاص دهد. در حقیقت، بسیاری از دانشنامه‌های آنلاین وجود دارند که به‌عنوان جایگزین‌های احتمالی برای ویکی‌پدیا مطرح شده‌اند. از جمله این جایگزین‌ها می‌توان به نال (پروژه‌ای که شکست خورد) متعلق به گوگل،  ولفرم آلفا، و Owl (پروژه‌ای شکست خورده) از  ای‌اوال  اشاره کرد.
با این حال، بر خلاف این پیش‌بینی‌ها، ویکی‌پدیا نه تنها از نظر اندازه، بلکه از نظر نفوذ نیز به‌طور مداوم در حال رشد بوده است.  همچنین، دلایل و استدلال‌هایی وجود دارد که نشان می‌دهند این پیش‌بینی‌ها چندان دقیق نیستند.

## عوامل
برخی از منتقدان به حقه‌ها، اشتباهات، تبلیغات و سایر محتوای ضعیف اشاره می‌کنند و اظهار می‌کنند که فقدان محتوای خوب باعث می‌شود افراد محتوای بهتری را در جای دیگر بیابند.
ویکی‌پدیا توسط چند میلیون ویراستار داوطلب جمع‌سپاری می‌شود. ده‌ها هزار نفر در اکثر مطالب شرکت می‌کنند و چندین هزار کار کنترل کیفیت و تعمیر و نگهداری را انجام می‌دهند. با گسترش این دانشنامه در دهه۲۰۱۰ میلادی، تعداد ویراستاران فعال به‌طور پیوسته رشد نکرد و گاهی کاهش یافت. منابع مختلف پیش‌بینی کرده‌اند که ویکی‌پدیا در نهایت ویرایشگرهای کمی خواهد داشت که نمی‌تواند کاربردی باشد و به دلیل عدم مشارکت از بین می‌رود.
ویکی‌پدیا دارای ۸۳۸ مدیر داوطلب است که وظایف مختلفی را انجام می‌دهند، از جمله وظایفی مشابه عملکردهایی که توسط تالارهای گفتگو انجام می‌شود. منتقدان اقدامات آنها را خشن، دیوان‌سالارانه، مغرضانه، ناعادلانه یا «دمدمی مزاج» توصیف کرده‌اند و پیش‌بینی کرده‌اند که خشم ناشی از آن منجر به بسته شدن این وب‌سایت خواهد شد. برخی از این منتقدان به وظایف مدیران واقفند. دیگران صرفاً تصور می‌کنند که آنها بر سایت حاکم هستند.
مقالات مختلف در سال ۲۰۱۲ گزارش دادند که کاهش در استخدام مدیران جدید توسط ویکی‌پدیا انگلیسی می‌تواند به ویکی‌پدیا پایان دهد.
برخی دیگر پیشنهاد می‌کنند که حذف بدون توجیه مقالات مفید از ویکی‌پدیا ممکن است پایان آن را تسریع بخشد. این امر باعث ایجاد دوباره Deletionpedia شد که تا سال ۲۰۰۸ وجود داشت ولی بسته شد اما دوباره و در سال ۲۰۱۳ مجدداً راه اندازی شد.

### کاهش در ویراستاران
تحلیل روندی-آماری که در سال ۲۰۱۴ که در اکونومیست منتشر شد بیان کرد که «تعداد ویراستاران نسخه انگلیسی زبان طی هفت سال به میزان یک سوم کاهش یافته‌است.» نرخ فرسایش برای ویرایشگران فعال در ویکی‌پدیای انگلیسی توسط اکونومیست به‌طور قابل‌توجهی بالاتر از سایر زبان‌ها (ویکی‌پدیاهای غیرانگلیسی) توصیف شده‌است. این گزارش بیان‌دارد که در سایر زبان‌ها، تعداد «ویراستاران فعال» (آنهایی که حداقل پنج ویرایش در ماه دارند) از سال ۲۰۰۸ نسبتاً ثابت بوده‌است: حدود ۴۲۰۰۰ ویراستار، با تغییرات فصلی باریک حدود ۲۰۰۰ ویرایشگر کمتر یا بیشتر.
در ویکی‌پدیای انگلیسی، تعداد ویراستاران فعال در سال ۲۰۰۷ میلادی به اوج خود رسید و حدود ۵۰۰۰۰ ویرایشگر بود و در سال ۲۰۱۴ میلادی به ۳۰۰۰۰ ویرایشگر کاهش یافت.
با توجه به اینکه تجزیه و تحلیل روند منتشر شده در اکونومیست تعداد ویراستاران فعال ویکی‌پدیا را در سایر زبان‌ها (ویکی‌پدیای غیر انگلیسی) نسبتاً ثابت نشان می‌دهد و تعداد آنها را در حدود ۴۲۰۰۰ ویرایشگر فعال حفظ می‌کند، این تضاد به اثربخشی ویکی‌پدیا در حفظ تجدید پذیر و پایدار ویراستاران خود در سایر زبان‌ها اشاره دارد. اگرچه نسخه‌های زبان‌های مختلف ویکی‌پدیا خط‌مشی‌های متفاوتی دارند، اما هیچ نظری متفاوتی خط‌مشی خاصی را به‌عنوان تفاوتی در میزان فرسایش در ویرایشگران ویکی‌پدیای انگلیسی شناسایی نکرد. تعداد ویراستاران یک سال بعد افزایش جزئی را نشان داد و پس از آن روند مشخصی مشاهده نشد.
در مقاله‌ای در سال ۲۰۱۳ میلادی تام سیمونیت از ام‌آی‌تی تکنالجی ریویو گفت که برای چندین سال تعداد ویراستاران ویکی‌پدیا در حال کاهش بوده‌است و ادعا کرد که ساختار و قوانین بوروکراتیک عاملی در این امر است. سیمونیت ادعا کرد که برخی از ویکی‌پدیایی‌ها از قوانین و دستورالعمل‌های هزارتویی برای تسلط بر دیگران استفاده می‌کنند و علاقه خاصی به حفظ وضعیت موجود دارند. مقاله‌ای در ژانویه ۲۰۱۶ در تایم توسط کریس ویلسون بیان داشت که دلیل اصلی از دست داده شدن ویراستاران اصلی، ظهور ویراستاران گاه به گاه و نرم‌افزارهای هوشمند پیشرو خواهد بود.
اندرو لیح و اندرو براون هر دو معتقدند ویرایش ویکی‌پدیا با تلفن‌های هوشمند دشوار است و مشارکت‌کنندگان بالقوه جدید را دلسرد می‌کند. لیح ادعا می‌کند که اختلاف نظر جدی بین مشارکت کنندگان موجود در مورد چگونگی حل این مشکل وجود دارد. لیح از آینده بلندمدت ویکی‌پدیا می‌ترسد در حالی که براون می‌ترسد مشکلات ویکی‌پدیا باقی بماند و دانشنامه‌های رقیب جایگزین آن نشوند.